# Rosa 'Rendan'
'Rendan' (el nombre del obtentor registrado), es un cultivar de rosa que fue conseguido en Japón en 1987 por el rosalista Seizo Suzuki en Keisei.

## Descripción
'Rendan' es una rosa moderna cultivar del grupo Floribunda.
El cultivar procede del grupo Floribunda. Las formas arbustivas del cultivar tienen porte erecto y alcanza a 90 cm de alto. 
Las hojas son de color verde oscuro y brillante. Sus delicadas flores de color rojo y blanco, con el centro blanco. Flor sencilla(4 a 8 pétalos). 
Florece en oleadas a lo largo de la temporada. Primavera o verano son las épocas de máxima floración, si se le hacen podas más tarde tiene después floraciones dispersas.

## Origen
El cultivar fue desarrollado en Japón por el rosalista Seizo Suzuki en Keisei en 1987. 'Rendan' es una rosa híbrida del grupo Floribunda.
El obtentor fue registrado bajo el nombre cultivar de 'Rendan' por Seizo Suzuki en Keisei en1987 y se le dio el nombre comercial de 'Rendan'. Tiene como sinónimo 'Duet'.

## Cultivo
Aunque las plantas están generalmente libres de enfermedades, es posible que sufran de punto negro en climas más húmedos o en situaciones donde la circulación de aire es limitada. Se desarrollan mejor a pleno sol. En América del Norte son capaces de ser cultivadas en USDA Hardiness Zones 6b a 9b. La resistencia y la popularidad de la variedad han visto generalizado su uso en cultivos en todo el mundo.
Puede ser utilizado para las flores cortadas o jardín. Vigorosa. En la poda de Primavera es conveniente retirar las cañas viejas y madera muerta o enferma y recortar cañas que se cruzan. En climas más cálidos, recortar las cañas que quedan en alrededor de un tercio. En las zonas más frías, probablemente hay que podar un poco más que eso. Requiere protección contra la congelación de las heladas invernales.

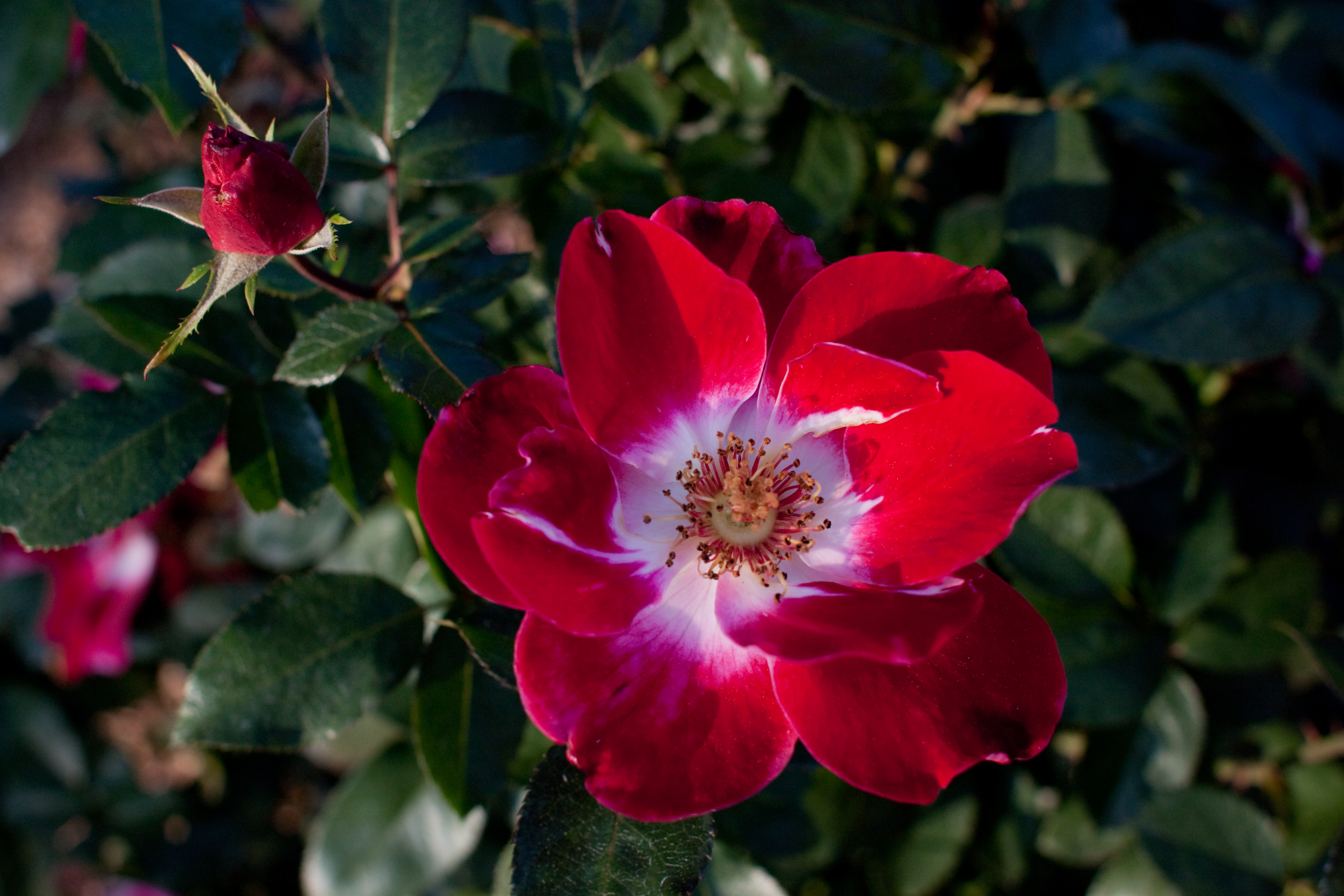
Rosa 'Rendan'
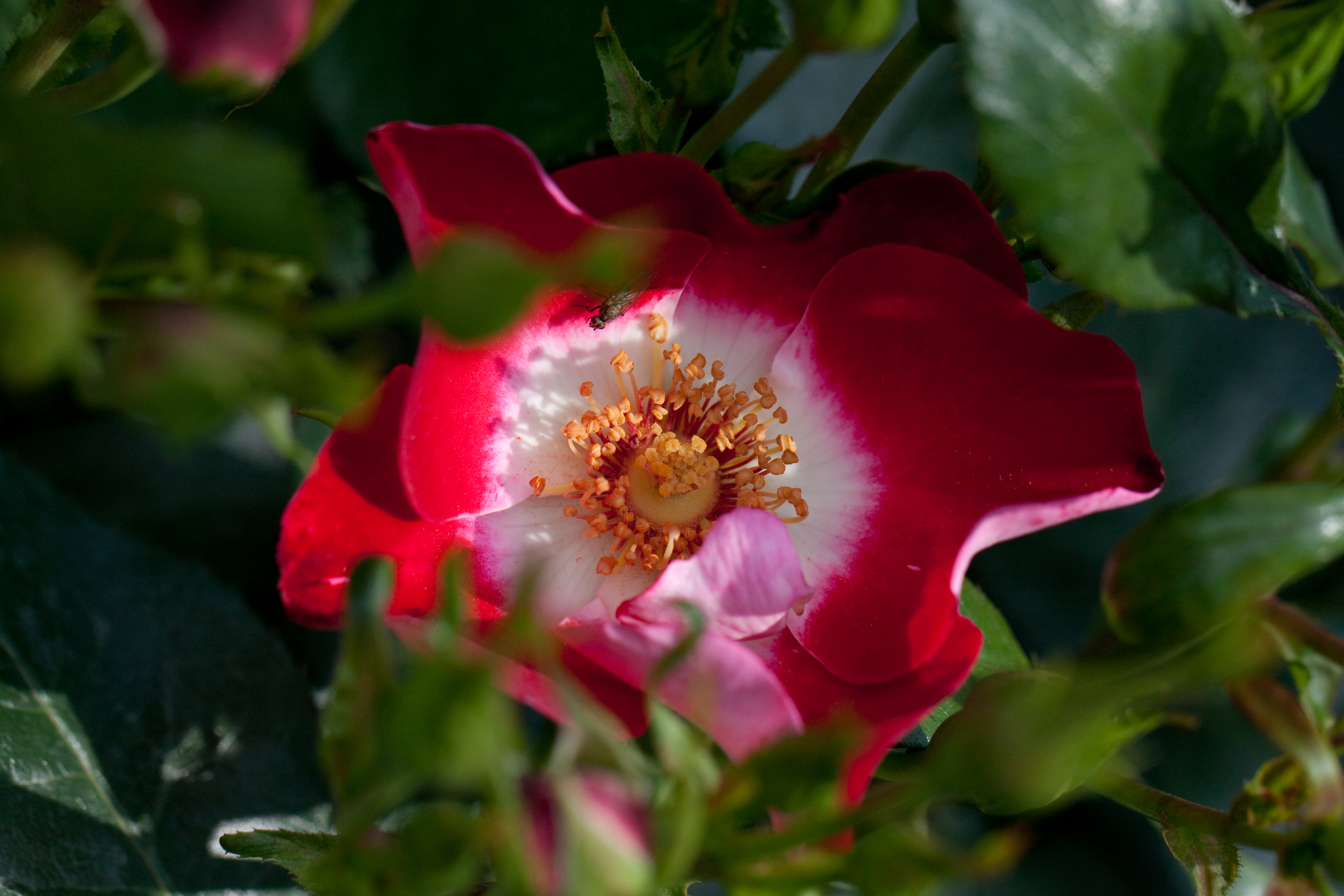
Centro de la Rosa 'Rendan'